# Bláskógabyggð
Bláskógabyggð é um município na Islândia. Em 2019 tinha uma população estimada em 1160 habitantes.